# Stanisław Dolecki
Stanisław Dolecki (ur. 20 lutego 1917 w Niżnych Sierogozach, wówczas Rosja, zm. ?) – polski funkcjonariusz  aparatu bezpieczeństwa PRL, podpułkownik.

## Życiorys
Był synem Albina i Franciszki. Pełnił służbę w Ministerstwie Bezpieczeństwa Publicznego od 28 kwietnia 1945 piastując funkcję zastępcy kierownika Wydziału II Departamentu I MBP w Warszawie, zaś od 20 lipca 1945 do 30 września 1946 funkcję kierownika Wydziału Ochrony Rządu MBP.

## Ordery i odznaczenia
- Order Krzyża Grunwaldu III klasy (10 października 1945)[2]